# Laima
Laima, Łajma – bałtyjska bogini losu, przy narodzinach dziecka określająca całe jego życie, przyszły los. Wyobrażano ją sobie pod postacią staruszki. 
Od niej nazwę wziął największy producent słodyczy na Łotwie mający początki w 1870 roku i działający pod marką Laima. 